# Ernie Hawkins

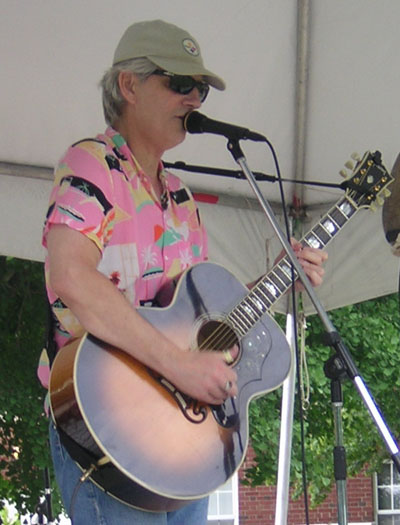
Ernie Hawkins (2008)

Ernie Hawkins (* 1947 in Pittsburgh, Pennsylvania als Ernest Leroy Hawkins) ist ein US-amerikanischer Bluesmusiker. Mit seiner akustischen Gitarre tritt er in die Fußstapfen seines Lehrers Reverend Gary Davis.

## Biografie
Als Teenager spielte Hawkins auf der akustischen Gitarre, Mandoline und Banjo Bluegrass und Country-Musik, bevor er dem Vorkriegs-Blues von Blind Willie McTell, Mississippi John Hurt, Willie Johnson, Skip James, Blind Blake und anderen verfiel. Nach der Highschool ging er 1965 nach New York, wo er von Reverend Gary Davis das Ragtime-Gitarrenspiel erlernte.
1969 begann Hawkins ein Studium der Philosophie an der University of Pittsburgh. 1973 ging er nach Dallas, wo er einen Doktortitel in Psychologie erwarb. Auch während dieser akademischen Zeit blieb er als Bluesmusiker aktiv. Ab 1978 arbeitete er als Berufsmusiker.
Nach seinem ersten Album Ragtime Signatures (1980) zog er nach Austin; er trat sowohl solo als auch mit Bands auf. Mitte der 1980er Jahre kehrte er nach Pittsburgh zurück, wo er zehn Jahre lang bei der R&B-Band Gary Belloma and the Blues Bombers die Leadgitarre spielte.
Sein zweites Album Blues Advice (1996) war eine Hommage an seinen Lehrer Gary Davis; es enthielt drei bis dahin unveröffentlichte Stücke von Davis. Im Laufe seiner Karriere ist Hawkins mit zahlreichen angesehenen Bluesmusikern aufgetreten, darunter Son House, Mance Lipscomb, Fred McDowell, Jim Brewer, Reverend Gary Davis und viele mehr. Er spielte auf dem für einen Grammy nominierten Album Richland Woman Blues (2001) von Maria Muldaur.

## Diskografie
- 1980: Ragtime Signatures
- 1996: Blues Advice (Orchard)
- 2000: Bluesified (Say Mo')
- 2002: Mean Little Poodle (Say Mo')
- 2005: Rags and Bones (Say Mo')
- 2010: Whinin' Boy (Corona Records)